# Jan Skogh
Jan Skogh, född 25 maj 1941, död 8 januari 2019, var en svensk fäktare.
1957 tävlade Skogh för Göteborgs Fäktklubb vid SM där han var med och tog guld i lagtävlingen i florett tillsammans med Göran Abrahamson, Bengt Klaening och Hans Lagerwall. Vid SM 1966 tävlade Skogh för Djurgårdens IF och tog guld i lagtävlingen i värja tillsammans med Carl von Essen, Hans Jacobson, Rolf Junefelt, Lars Sjöberg.
Skogh var en del av Sveriges lag som tog brons i värja vid Världsmästerskapen i fäktning 1966 i Moskva. Övriga i laget var Carl-Erik Broms, Hans Lagerwall, Lars-Erik Larsson och Carl von Essen. Följande år var Skogh en del av Sveriges lag som slutade på fjärde plats i värja vid VM 1967 i Montréal. Övriga i laget var Carl-Erik Broms, Rolf Edling, Carl von Essen och Orwar Lindwall. Skogh tävlade även individuellt i värja vid både VM 1966 och 1967 och slutade som bäst på 6:e plats 1967.
Vid sommaruniversiaden 1967 i Tokyo var Skogh en del av Sveriges lag som tog silver i värja. Övriga i laget var Rolf Edling, Lars Sjöberg och Carl von Essen.